# William Sterndale Bennett
William Sterndale Bennett (Sheffield, 1816. április 13. – London, 1875. február 1.) angol zeneszerző, karmester, zenepedagógus. A londoni zeneakadémia igazgatója volt és a Cambridge-i Egyetem zenetudomány-tanáraként is működött.

## Élet és művei
Gyermekkorában a cambridge-i King's College kórusának tagja volt, később a londoni Királyi Zeneakadémiát (Royal Academy of Music) látogatta. 1836-ban Németországba utazott, hogy továbbképezze magát. Lipcsében komponálta az Erdei nimfa (The Wood Nymphs) nyitányt, (egyik legjobb műve), melyet először 1839-ben adtak elő, nagy sikerrel. Hamarosan visszatért Londonba, de 1842-től ismét hosszabb időt töltött Németországban. 1849-ben Londonban megalapította a Bach Társaságot (Bach Society), melyet 1862-ig vezetett. 1856-ban kinevezték a zenetudomány tanárának a Cambridge-i Egyetemre, és szintén 1856-tól a Filharmónia (Philharmonic Society) koncertjeinek karmestere volt 1867-ig. 1868-ban a Royal Academy of Music igazgatójává választották, 1870-ben a királynő nemességet adományozott neki. A westminsteri apátságban temették el.

### Művei
Kb. 40 műve jelent meg nyomtatásban. Kompozíciói jellegükben Mendelsohn stílusához állnak közel. Gyakran kifinomult zenei érzék, kivételesen szép hanghatások jellemzik őket, máskor monotonnak hatnak és gondolatilag szegények.
Jelentős művei
The Woman of Samaria (oratórium), The May Queen (kantáta), egy szimfónia, négy zongoraverseny, nyitányok: The Wood Nymphs, The Naiads (Naiaszok), Byron Parisina című költeményéhez, valamint Thomas Moore ír költő Lalla-Rookh című keleti regéje egy részletéhez, illetve Robert Schumannnak arra komponált Das Paradies und die Peri (A Paradicsom és a Peri) című oratóriumához.

## Hangfelvételek
- Piano Concerto No.1 in D-minor,  – Youtube.com, Közzététel: 2013. szept. 9.
- Piano Concerto No.4 in F-minor,  – Youtube.com, Közzététel: 2013. szept. 5.
- Piano Concerto No.2 in E-flat major,  – Youtube.com, Közzététel: 2013. szept. 11.
- Piano Concerto No.5 in F-minor,  – Youtube.com
- Symphony in G minor,  – Youtube.com, Közzététel: 2018. ápr. 26.